# Gerold Späth
Gerold Späth (* 16. Oktober 1939 in Rapperswil) ist ein Schweizer Schriftsteller.

## Leben
Späth stammt aus einer Familie von Orgelbauern. Nach dem Besuch der Sekundarschule absolvierte er eine Lehre zum Exportkaufmann. Er hielt sich längere Zeit in Vevey, London und Freiburg im Üechtland auf. 1968 begann er mit dem Schreiben, arbeitete allerdings noch bis 1975 im väterlichen Familienbetrieb Späth Orgelbau mit. Bereits sein erster Roman, Unschlecht, erschienen 1970, fand grosse Aufmerksamkeit. Er ist einem barocken Schelmenroman nachempfunden. Späth äusserte in einem Gespräch, dass Inspirationsquellen für den Roman Grimmelshausens Simplicissimus und Die Blechtrommel von Günter Grass gewesen seien, wenngleich er beide nie ganz zu Ende gelesen habe. Als weitere Vorbilder für sein literarisches Werk nennt er Boccaccio, Célines Reise ans Ende der Nacht, Gottfried Keller und Johann Peter Hebel.
Eine Zeit lang lebte Späth mit seiner Familie in Italien und Irland, heute wieder vorwiegend in der Schweiz.
Er ist Mitglied des PEN-Zentrums der Schweiz und korrespondierendes Mitglied der Bayerischen Akademie der Schönen Künste.

## Werke

### Prosa

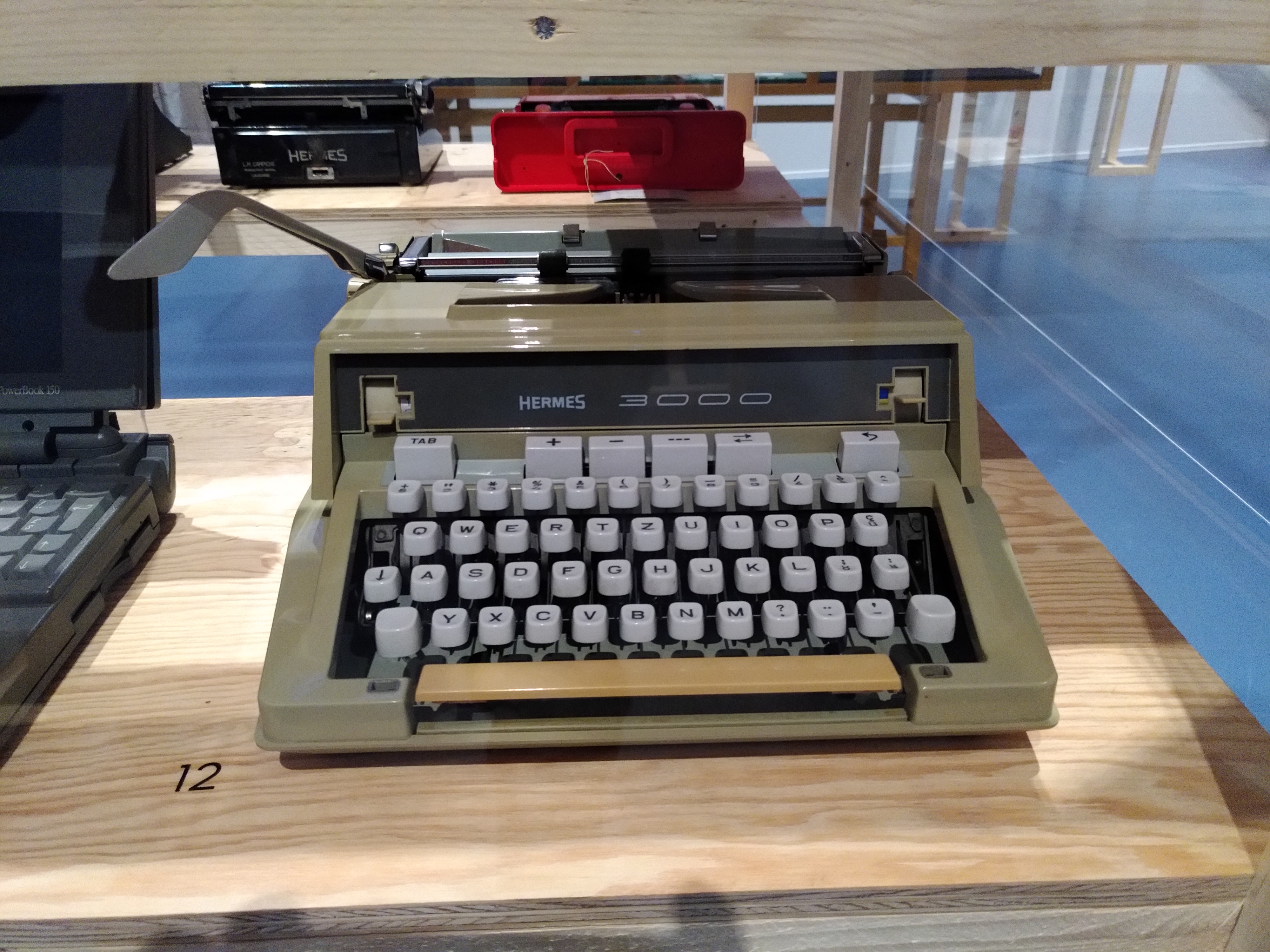
Schreibmaschine von Gerold Späth

- Unschlecht. Roman. Arche, Zürich 1970; Basel 2006, ISBN 3-85787-702-2
- Stimmgänge. Roman. Arche, Zürich 1972; Göttingen 2003, ISBN 3-88243-938-6
- Zwölf Geschichten. Arche, Zürich 1973, ISBN 3-7160-1478-8
- Die heile Hölle. Roman. Arche, Zürich 1974; Basel 2010, ISBN 978-3-85787-408-6
- Balzapf oder Als ich auftauchte. Roman. Arche, Zürich und Fischer, Frankfurt am Main 1977, ISBN 3-7160-1609-8
- Phönix – die Reise in den Tag. Erzählungen. Graphiken von Gertrud von Mentlen, Pfaffenweiler Presse, 1978, ISBN 3-921365-18-X
- Commedia. Fischer, Frankfurt am Main 1980; Göttingen 2001, ISBN 3-88243-782-0 (ein an das barocke Welttheater erinnerndes «großangelegtes Zeitpanorama» in zwei Teilen mit 203 fiktiven Selbstportraits von Menschen aller Gesellschaftsschichten mit vorherrschend pessimistischer Grundstimmung und einem fiktiven Museumsrundgang durch 12 Abteilungen)[2]
- Von Rom bis Kotzebue. 15 Reisebilder. Artemis, Zürich 1982, ISBN 3-7608-0587-6
- Sacramento. Neun Geschichten. Fischer, Frankfurt am Main 1983, ISBN 3-10-077403-5
- Sindbadland. Fischer, Frankfurt am Main 1984; Göttingen 2002, ISBN 3-88243-804-5
- Barbarswila. Roman. Fischer, Frankfurt am Main 1988, ISBN 3-10-077405-1
- Stilles Gelände am See. Roman. Suhrkamp, Frankfurt am Main 1991, ISBN 3-518-40373-7
- Das Spiel des Sommers neunundneunzig. Suhrkamp, Frankfurt am Main 1993; Basel 2009, ISBN 978-3-85787-405-5
- Die gloriose White Queen. Ein Abenteuer. Steidl, Göttingen 2001, ISBN 3-88243-781-2
- Familienpapiere. Gesammelte Geschichten. Steidl, Göttingen 2003, ISBN 3-88243-885-1
- Aufzeichnungen eines Fischers (das erste Jahr). Lenos, Basel 2006, ISBN 3-85787-372-8
- Mein Lac de Triomphe. Aufzeichnungen eines Fischers (das zweite Jahr). Lenos, Basel 2007, ISBN 978-3-85787-387-4
- Mich lockte die Welt. Lenos, Basel 2009, ISBN 978-3-85787-403-1
- Drei Vögel im Rosenbusch. Eine Erzählung. Lenos, Basel 2013, ISBN 978-3-85787-438-3
- Alyeska. Acht Geschichten. Lenos, Basel 2019, ISBN 978-3-85787-497-0

### Hörspiele
- Heisser Sonntag, Zürich, Bern 1971
- Mein Oktober: Höllisch, Bern 1972
- Grund-Riss eines großen Hauses, Zürich, Toronto 1974
- Schattentanz, Regie: Walter Baumgarter, Zürich 1976
- Morgenprozession, Zürich, Berlin 1977
- Heisse Sunntig, Zürich 1978
- Lange Leitung, Hamburg 1979
- In der Ferne eine Stadt, Zürich 1979
- Kalter Tag, Zürich 1980
- Langi Leitig, Bern 1980/81
- Eine alte Geschichte, Zürich 1980/81
- Mein Besuch im Städtchen am See, Zürich, Hamburg 1986
- Der See am Morgen, Regie: Walter Baumgarter, Zürich 1986, Hörspielpreis der Stiftung Radio Basel
- Lasst hören aus alter Zeit, Zürich 1989/90
- Die Fahrt der «White Queen», Zürich 1994
- Walser seelig Koch (ein Mädchen wird ermordet), Zürich 1995
- Iis und Bockpier, Zürich 1996
- Ein Nobelpreis wird angekündigt, Zürich 1999

### Bühnenstücke
- Unser Wilhelm! Unser Tell!, Théâtre du Carouge, Genf 1986
- Commedia (Kölner Fassung), URANIA-Theater, Köln 1988
- Sindbadland (Kölner Fassung), URANIA-Theater, Köln 1990
- Commedia (Zürcher Fassung), Freie Theatergruppe Zürich (FTZ), Zürich 2002

## Auszeichnungen
- 1970 Conrad-Ferdinand-Meyer-Preis
- 1979 Alfred-Döblin-Preis
- 1983 Targa d’Oro del Comune di Roma
- 1984 Georg-Mackensen-Literaturpreis
- 1987 Hörspielpreis der Stiftung Radio Basel
- 1992 Einzelwerkpreis der Schweizerischen Schillerstiftung
- 2002 Kulturpreis des Kantons St. Gallen
- 2010 Gottfried-Keller-Preis